# Daniel Spoerri

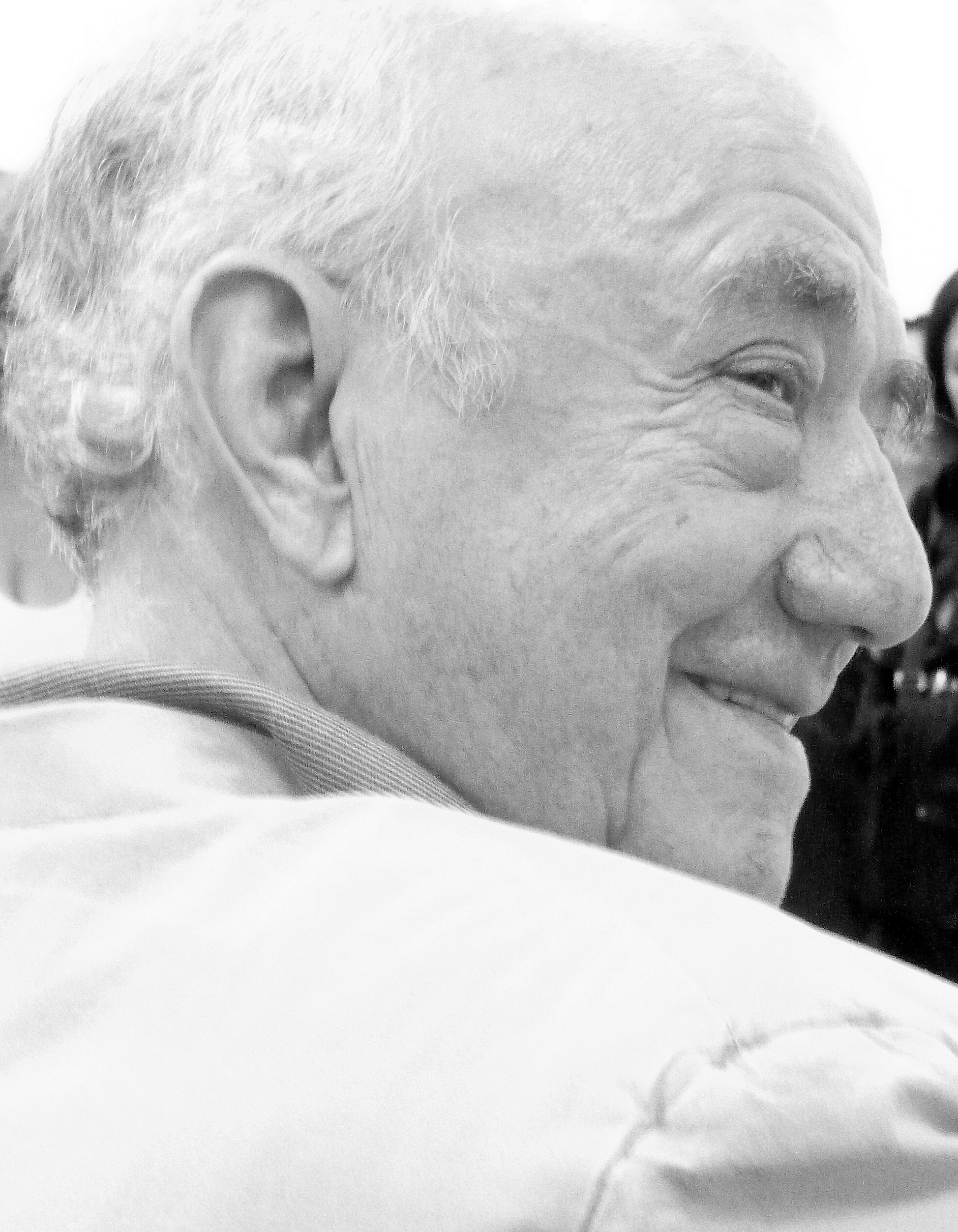
Daniel Spoerri

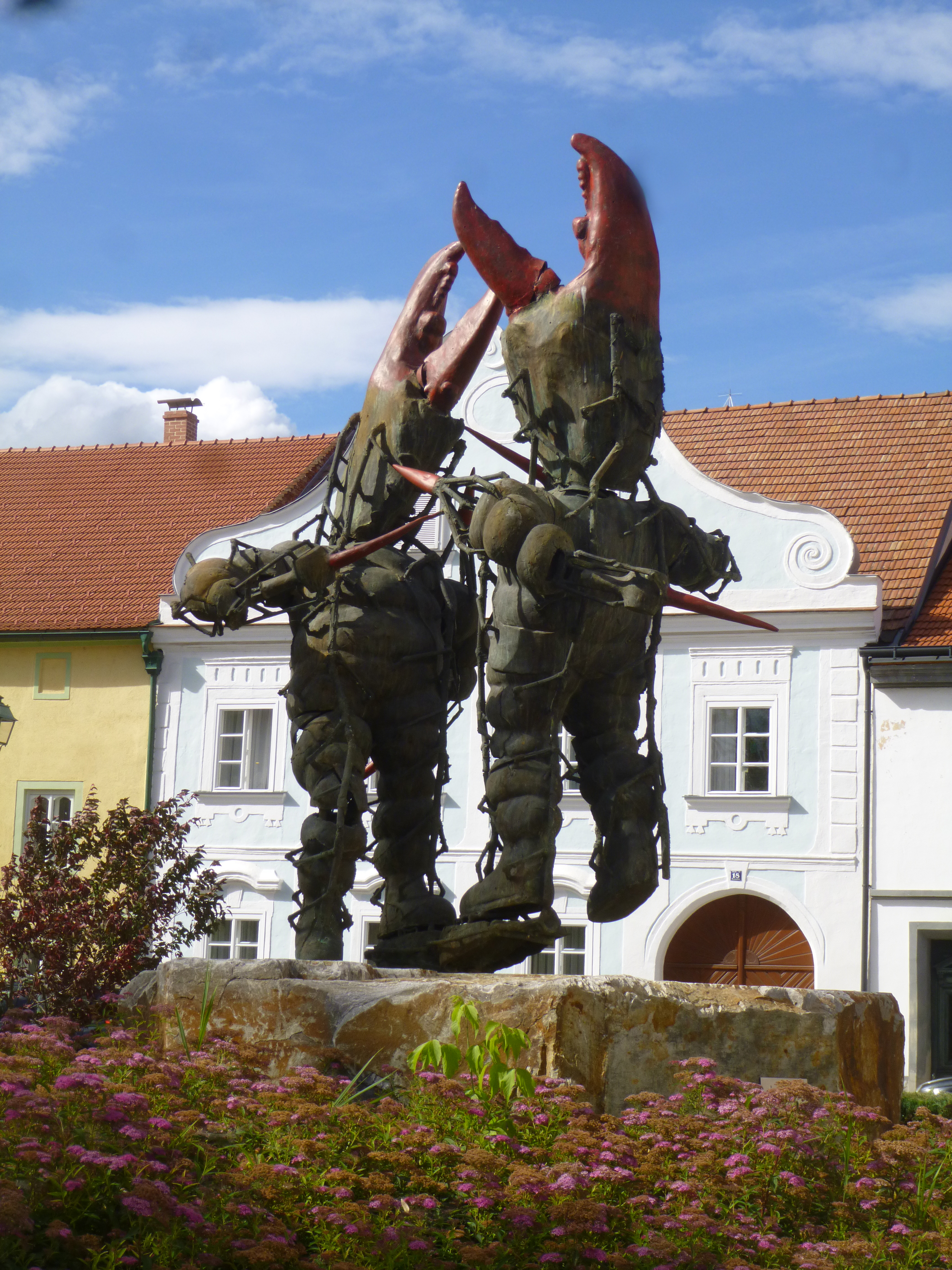
Die Haderer, 2010

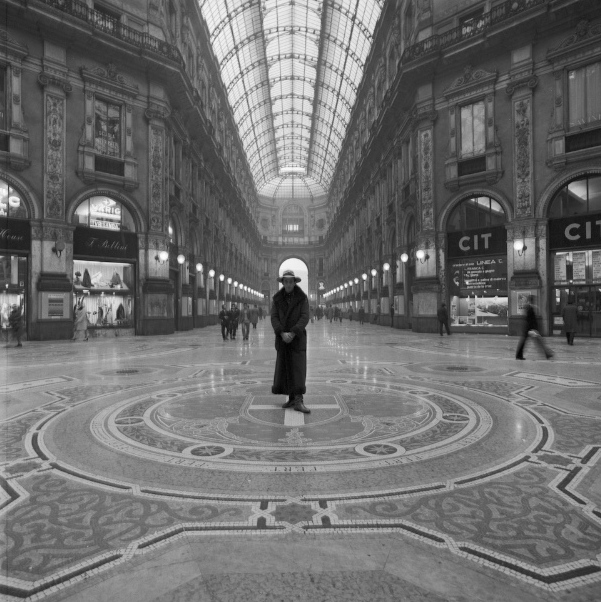
Portret Daniela Spoerri, Mailand, Lothar Wolleh

Daniel Spoerri (ur. 27 marca 1930 w Gałaczu, zm. 6 listopada 2024 w Wiedniu) – artysta awangardowy, współzałożyciel grupy Nouveaux Réalistes. 
Tworzył m.in. tableaux pieges (obrazy-pułapki), które stanowiły nowy rodzaj martwej natury. Były to naczynia, sztućce, resztki jedzenia i inne przedmioty przyklejone do blatu czy też innego podłoża, na którym zostały znalezione, po to, aby można je było eksponować w formie obrazu. Przykład można zobaczyć w Muzeum Sztuki w Łodzi (Zjedzone przez Katarzynę i przyjaciół, 1991). Spod jego rąk wyszło także wiele kolaży, w których często były zestawiane przedmioty konsumpcji z obiektami kultu.
- Wiersze prozą, 1959–1960, technika mieszana na desce, Tate Liverpool
- Kichka's Breakfast I, 1960, rzeźba - krzesło zawieszone na ścianie z płytą na siedzeniu, a na niej kubek do kawy, puszki, popielniczka, łyżki itp. Museum of Modern Art w Nowym Jorku